# Matamata (Nieuw-Zeeland)
Matamata is een plaats (town) op het Noordereiland van Nieuw-Zeeland die vooral bekend is geworden door de film The Lord of the Rings. Een schapenboerderij even buiten de stad diende als filmset voor Hobbitstee.